# Wetaskiwin
Wetaskiwin és una ciutat de la província d'Alberta, Canadà. Està situada 70 kilòmetres al sud de la capital provincial, Edmonton. El nom de la ciutat ve de la paraula cree wītaskīwin-ispatinaw (ᐑᑕᐢᑮᐏᐣ ᐃᐢᐸᑎᓇᐤ), que vol dir "els turons on es va fer la pau".
Wetaskiwin és la llar del Museu Reynolds-Alberta, un museu dedicat a celebrar "l'esperit de la màquina", així com el Wetaskiwin and District Heritage Museum que documenta l'arribada pioner i estil de vida en els primers anys de Wetaskiwin. Situat al sud-est de Wetaskiwin, l'Alberta Central Railway Museum reconeix l'impacte del ferrocarril al centre d'Alberta. El Canada's Aviation Hall of Fame també es troba a la vora del museu.

## Demografia
La població de la ciutat de Wetaskiwin segons el cens municipal de 2014 és de 12.621, un canvi del 27,0% del cens municipal de 2009 que donava 12.285.
En el cens del Canadà de 2011, la ciutat de Wetaskiwin tenia 12.525 que vivien en 5.131 dels 5,477 habitatges totals, un canvi del 7,2% respecte al cens de 2006 que donava 11,689. Té una superfície de 18,2 km² i una densitat de Plantilla:Densitat de població en 2011.
Gairebé el 12% de la població s'identificava com a aborigen en el cens de 2006.
Gairebé el 90% dels residents identifiquen l'anglès com la seva llengua materna. Un 2,5% identifiquen l'alemany, 1,5% el francès, 1,0% cree, 0,9% tagalog, 0,5% xinès, i 0,4% cadascun identifiquen suec i ucraïnès com a primera llengua.